# 케로 케로 보니토
케로 케로 보니토 (Kero Kero Bonito, KKB)는 보컬 사라 미도리 페리 (Sarah Midori Perry, 흔히 예명 사라 보니토 <Sarah Bonito>로 알려져 있음)와 프로듀서 거스 로번 (Gus Lobban)과 제이미 불레드 (Jamie Bulled)로 이루어진 런던에서 결성된 영국의 인디 팝 밴드이다. 밴드명은 중의적인 의미를 가지고 있는데, 개구리의 울음소리를 일본어로 나타넨 케로케로 (Kero Kero)와 물고기의 일종인 보니토 (Bonito)의 합성어이다. 또 다른 의미로는 브라질 새의 일종인 케로케로 (quero-quero bird)와 '아름답다'라는 의미의 포르투갈어인 'bonito'의 합성어로 "아름다운 케로케로 (Beautiful Quero-quero)"나 "나는, 나는 아름다워지고 싶어 (I want, I want beautiful)"로 해석할 수 있다고 한다.
이 밴드의 초기 작품들은 비디오 게임 음악, 댄스홀 외에도 캬리 파뮤파뮤와 같은 J-pop 밴드에서 영향을 받았으나, 2018년 EP TOTEP 이후의 작품에서는 마운트 이어리나 마이 블러디 발렌타인과 같은 인디 록 밴드의 영향을 받았다고 한다. 보컬인 사라 보니토는 일본계 혼혈이며, 영어와 일본어를 섞어서 노래를 부른다.

## 음반 목록

### 정규 음반
- Bonito Generation (2016)
- Time 'n' Place (2018)

### EP
- Bonito Recycling (2014)
- Bonito (Retakes) (2017)
- TOTEP (2018)
- Civilisation I (2019)
- Civilisation II (2021)